# Palazzo Naldini
Il palazzo Naldini, o Naldini Del Riccio, o anche Niccolini al Duomo, è un palazzo di Firenze situato all'angolo tra piazza del Duomo 28 rosso e via dei Servi 2-4.
In una delle botteghe al piano terra del palazzo lavorò, tra gli altri, Donatello, come ricorda una lapide e un busto verso piazza Duomo.

## Storia
Erano qui nel 1427 due case di proprietà della famiglia Tedaldi. "In una delle sue botteghe esercitarono l'arte della scultura Donatello e Michelozzo Michelozzi nell'anno 1433 ed in quel torno. L'anno poi 1498 Giuliano e Antonio Giamberti, detti da San Gallo, celebri intagliatori in legno ed architetti civili e militari fiorentini, condussero a pigione da Lattanzio di Francesco Tedaldi la bottega di questa casa che rimane sull'angolo di mezzogiorno".

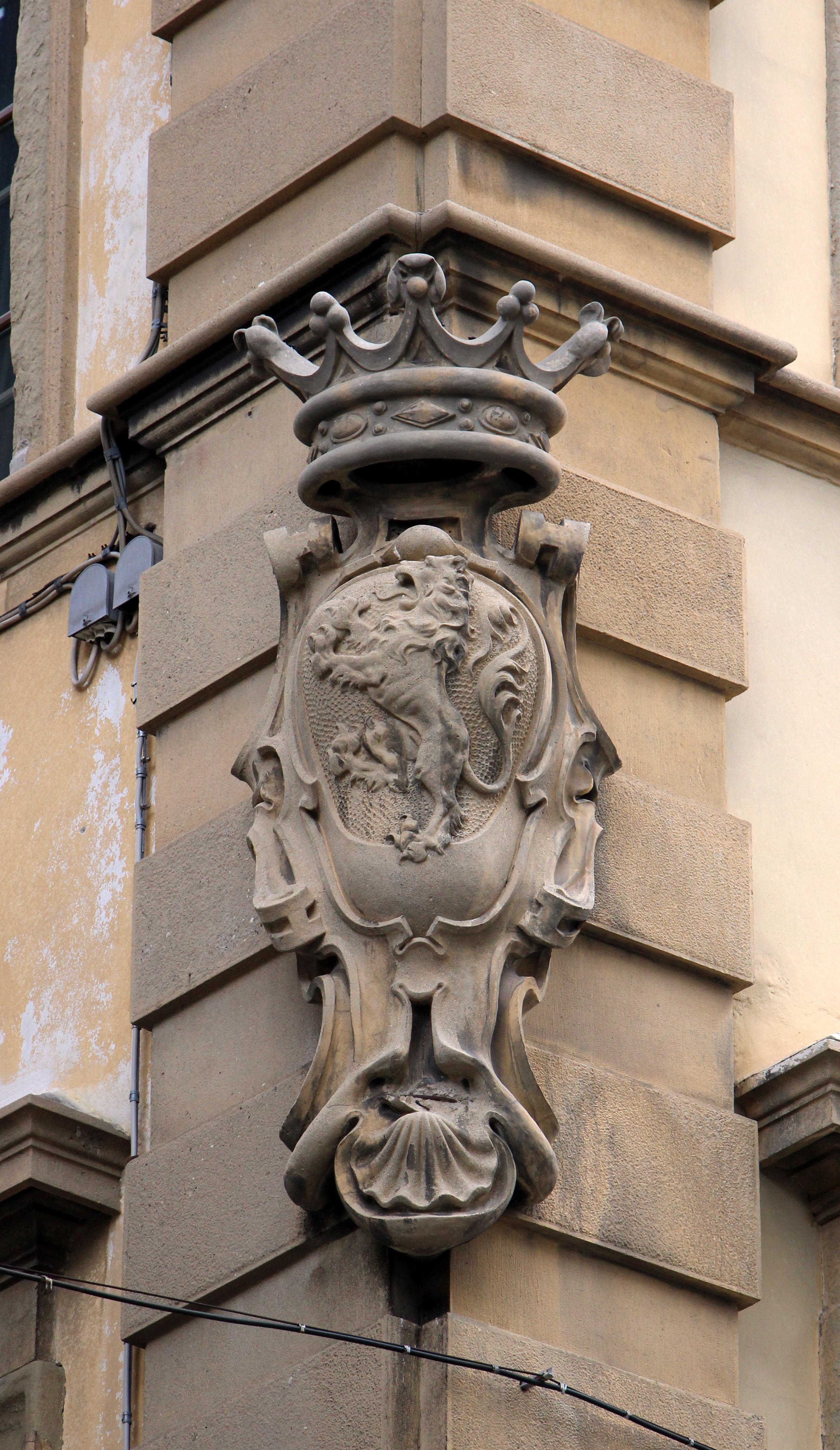
Stemma Naldini sulla cantonata

Verso la metà del Seicento, passata oramai la proprietà ai Naldini che avevano acquistato a partire dal 1532 le varie porzioni che sarebbero andate a definire il complesso, si iniziò la costruzione dell'odierno palazzo su disegno di Pier Francesco Silvani, poi portato a compimento per Ottaviano Naldini dall'architetto Pietro Paolo Giovannozzi tra il 1726 e il 1732, il quale "si allontanò assai dal primitivo disegno". Di questo iniziale disegno del Silvani testimonia anche Ferdinando Ranalli che tuttavia, pur attribuendo al maestro "una bella scala e alcune maestose finestre", precisa che "poco si avanzò allora la detta fabbrica, che è stata terminata l'anno 1726, e notabilmente ampliata con assistenza e disegno di Pier Giovannozzi architetto fiorentino; il quale con buon gusto ha molte cose terminate e ridotte ad uso più moderno, e più nobile".
Negli anni tra il 1763 e il 1770, per volontà di Domenico Andrea Naldini, l'edificio fu ulteriormente ampliato su via dei Servi e arricchito negli interni da pitture murali di Gaspero Nannucci, Tommaso Gherardini, Giovanni Domenico Ferretti, Niccolò Pintucci e Gennaro Landi. Nel Settecento Ottaviano Naldini sposò Maria Caterina del Riccio, discendente dell'umanista Pietro del Riccio, assumendo il nome familiare di Naldini Del Riccio. Il palazzo pervenne poi nel 1879 ai Niccolini di Camugliano grazie al matrimonio tra Cristina Naldini e il marchese e poi senatore Eugenio Niccolini. Quest'ultimo fu un celebre cacciatore, autore del libro Giornate di Caccia, che fu un caposaldo nel suo genere, e fu pubblicato con un'elogiativa prefazione di Gabriele D'Annunzio: il quell'epoca il palazzo si arricchì di numerosissimi trofei di venatori, sia animali scheletriti che impagliati. Il Niccolini fu anche sindaco di Prato, ma accettò l'incarico solo a patto di avere liberi due periodi all'anno, legati al passo delle beccacce e delle folaghe.
Tra il 1785 e il 1787, sotto la direzione di Giuseppe Salvetti, furono eseguiti degli interventi di consolidamento con posa di catene a interessare la porzione del palazzo posta tra il portone principale e la cantonata di piazza del Duomo. Importanti interventi di restauro interessarono l'edificio nel 1911, durante i quali "fu messa in luce, in una sala del palazzo, nell'ala di via dei Servi verso la chiesa di S. Michele, un'interessante quanto rara decorazione pittorica databile al secolo XV" (Piero Roselli).
Attualmente parte della proprietà è occupata dal residence Palazzo Niccolini al Duomo. Il palazzo appare nell'elenco redatto nel 1901 dalla Direzione Generale delle Antichità e Belle Arti, quale edificio monumentale da considerare patrimonio artistico nazionale.

## Descrizione
Attualmente l'edificio mantiene al piano terreno una serie di aperture a bugnato che ancora evocano la successione delle botteghe medioevali e ripetono i partiti architettonici prescritti per la ricostruzione dell'area conseguente l'ampliamento della piazza del Duomo, mentre ai due piani superiori si aprono finestre architravate. La porzione che guarda alla piazza si sviluppa per quattro assi per tre alti piani.
La cantonata è contrassegnata da conci lisci alternati e, in alto, da uno scudo con l'arme dei Naldini di Firenze (d'azzurro, alla rotella d'argento caricata di un leone del campo, tenente con le branche anteriori una palla d'oro). Sempre sul fronte che guarda alla cattedrale è una memoria che annota della presenza in questi luoghi di Donatello, ideata dal professor Marcucci nel quinto centenario della nascita dello scultore (1886), e inaugurata nell'occasione dello scoprimento della nuova facciata del Duomo, con un busto modellato dallo scultore Emilio Mancini fra graffiti eseguiti dal decoratore Baldancoli.
| IL CIRCOLO FIORENTINO DEGLI ARTISTI CELEBRANDO IL QVINTO CENTENARIO DELLA NASCITA DI DONATELLO QVI NELLE CASE GIÀ DEI TEDALDI DOVE FURONO LE BOTTEGHE DEL SOMMO SCVLTORE QVESTA MEMORIA PONEVA IL XXVII DI DICEMBRE M · DCCC · LXXXVI |

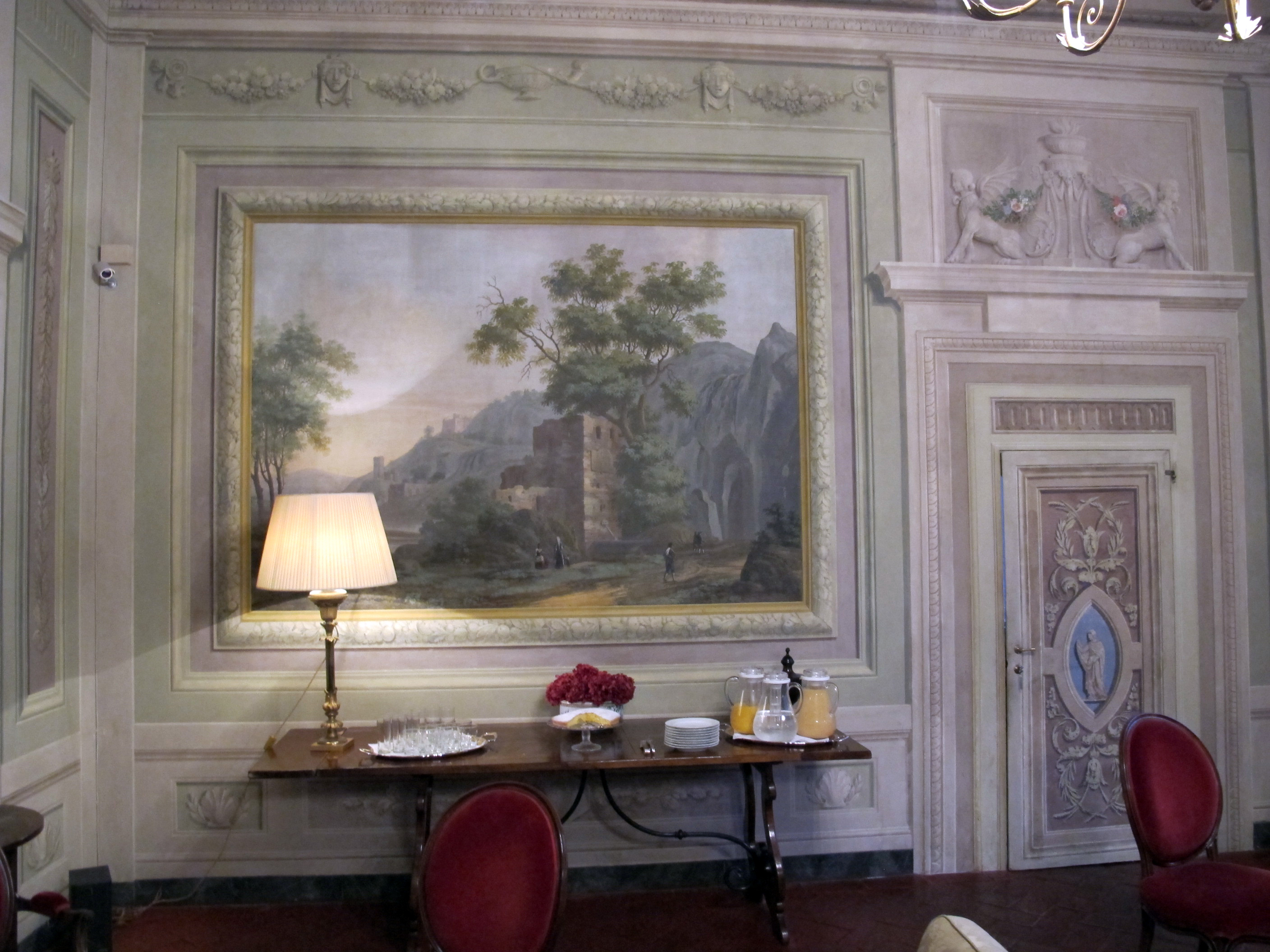
Il salotto neoclassico

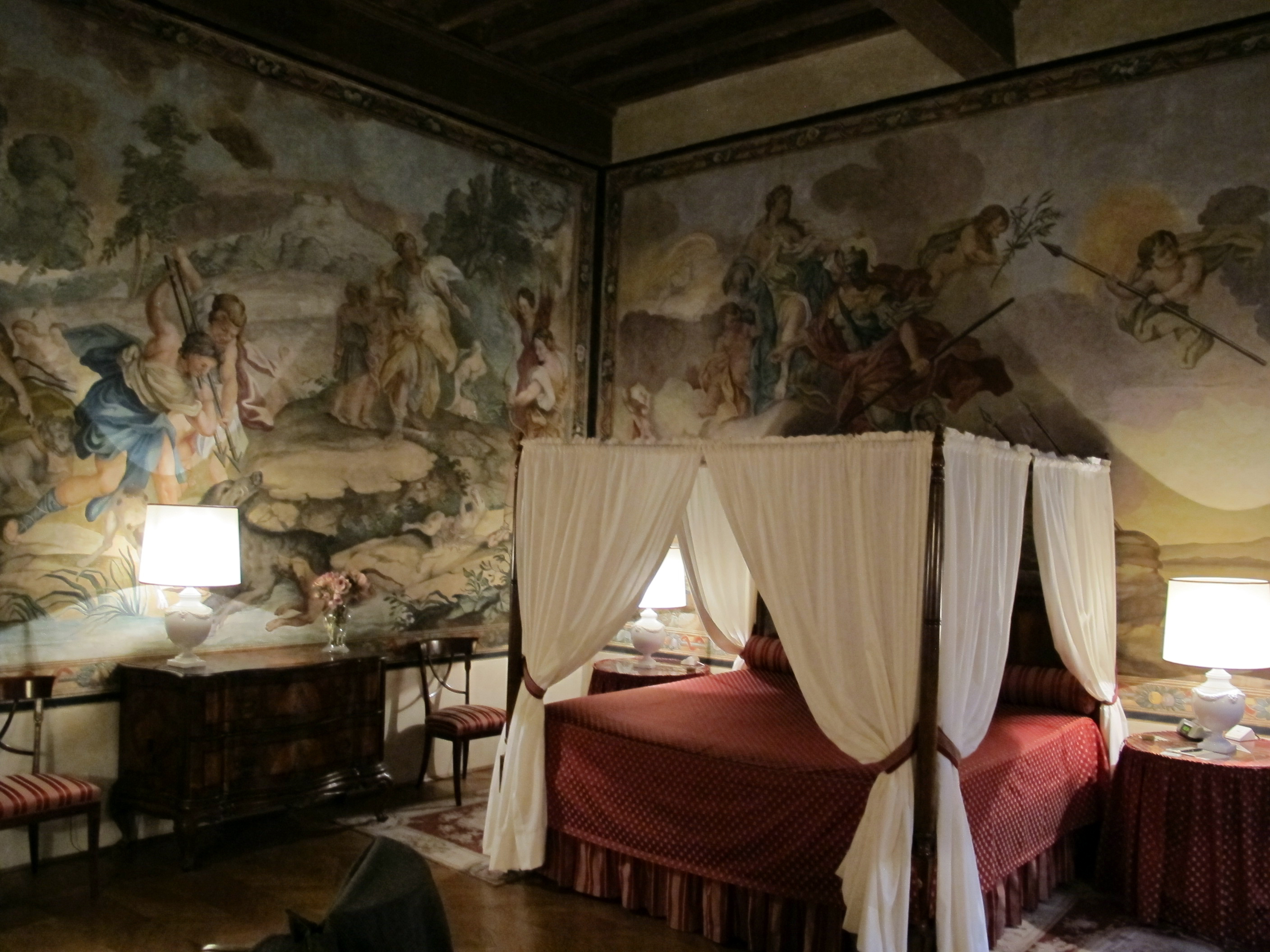
La sala dei finti arazzi

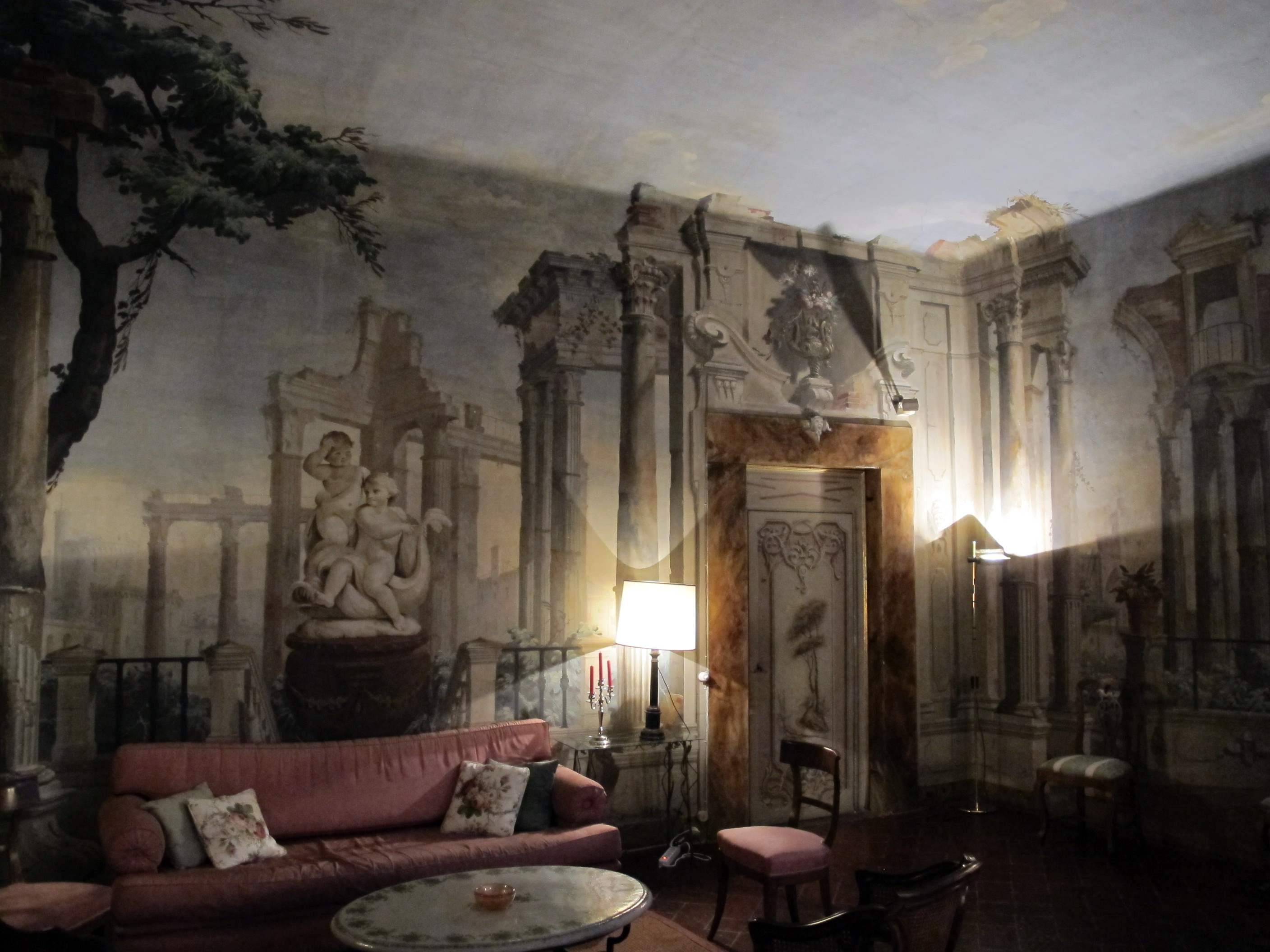
La sala delle finte rovine

All'interno (ingresso da via dei Servi) è un ampio androne decorato con scudi in stucco nell'imbotte dell'arco d'ingresso, che si conclude con un'apertura a serliana su colonne doriche e arco ribassato, a sua volta comunicante con un successivo cortile. Negli spazi interni, oltre alle sale affrescate al piani nobile già ricordate, è da segnalare come al secondo piano, con accesso dallo scalone, "trovansi alcune sale pitturate fra le quali un saloncino interamente ornato a rovine e paesaggi di stile rococò. Infine, in alto sopra i tetti, una altana meravigliosa a ridosso del cupolone" (Ginori Lisci 1972).